# Reis Brasil
Reis Brasil (Casegas, 1908 — Dezembro de 2002), pseudónimo de José Gomes Brás, escritor e professor português que se dedicou sobretudo ao estudo da obra de Luís Vaz de Camões.

## Biografia
Ainda criança foi para Espanha, onde fez estudos de humanidades no Seminário (Postulado da Província Bética nos Missionários Filhos do Imaculado Coração de Maria). Concluído o noviciado, em Jerez de la Frontera, recebeu Ordens Menores na Congregação dos Padres Claretianos (estudo da mística espanhola: Santa Tereza e São João da Cruz).
Passou os anos seguintes ligados ao estudo e ao ensino. Fez Estudos Superiores em Filosofia (Águas Santas e Universidade de Madrid), foi Professor no Colégio de Montanchez (História da Igreja), estudou Ciências Psicológicas, doutorou-se em Filosofia, com classificação final de Muito Bom, por unanimidade.
A sua ligação à religião foi ainda mais aprofundada com os Estudos Superiores em Teologia (Zafra) e posterior Doutoramento. Fez ainda Estudos Superiores em Direito Canónico e Direito Comparado, convivendo com Marañon e Ortega y Gasset. Nesta mesma altura publicou em vários jornais e revistas espanholas.
Com 27 anos, a Guerra Civil de Espanha obriga-o a voltar a Portugal, deixando para trás uma imensa biblioteca e inúmeros manuscritos. Convidado pelo Arcebispo D.Manuel Mendes da Conceição, leccionou no Seminário Maior de Évora.
Professor do ensino particular em Lisboa (Latim, Grego, História e Filosofia), deu ainda aulas no Colégio Campos Monteiro, em Torre de Moncorvo, enquanto prestava provas em todas as disciplinas do Curso de Filologia Românica, na Faculdade de Letras da Universidade de Lisboa, para lhe ser dada equiparação portuguesa à licenciatura que fizera em Espanha.
Exerceu a actividade de Conferencista e professor na Escola Técnica Marquês de Pombal, estagiou no Liceu Normal de Pedro Nunes e fez o Exame de Estado para professor do ensino secundário, tendo dado aulas nocturnas na Escola Machado de Castro. Foi professor ainda no Liceu Gil Vicente e no Liceu Nacional de Santarém.
Requisitado pelo Instituto de Alta Cultura, ocupou o lugar de Leitor de Português na Faculdade de Letras da Universidade de Toulouse, durante 5 anos, onde reanimou o estudo da Língua e Literatura Portuguesa.
De volta a Portugal, regressou ao Liceu de Santarém e leccionou depois nos liceus de São João do Estoril, D. Pedro V e, por fim, no Liceu Passos Manuel, até 1978, altura em que se reformou. Aí organizou o espólio e reservados da Biblioteca.
O seu contributo enquanto docente foi reconhecido com a medalha de ouro da cidade de Santarém.